# S-24 (razzo)
L'S-24 (in cirillico: C-24) è un razzo non guidato di origine sovietica, sviluppato negli anni '50 presso l'Istituto tecnologico Balashikha ed entrato in servizio presso le forze armate sovietiche nel giugno 1960.
Progettato per l'impiego da velivoli ad ala fissa contro mezzi corazzati e fortificazioni, ha un diametro di 240 mm ed è considerato diretto sviluppo delle bombe anti-bunker BETAB-750 impiegate dall'Armata Rossa nel corso della Seconda guerra mondiale.
A differenza di molti suoi omologhi, non è collocato all'interno di razziere ma viene agganciato direttamente ai piloni sub-alari del vettore che, al momento della sua introduzione, era ruolo tipicamente ricoperto dal Mig-21.
È stato sviluppato in più versioni, tra cui la S-24B con combustibile a bassa emissione di fumo ed altre dotate di testata di prossimità, con deflagrazione programmata a circa 3 metri dal suolo.
Il razzo è ancora oggi impiegato nelle forze armate della Federazione Russa ed è prodotto su licenza in Iran, dove ha assunto la denominazione Shafaq.

## Versioni
- S-24: versione originale
- S-24B: versione a bassa emissione di fumo

## Utilizzatori

### Presenti
- Russia
- Iran

### Passati
- Unione Sovietica